# Nathan Tella
Nathan Adewale Temitayo Tella (Lambeth, 5 de julho de 2000) é um futebolista anglo-nigeriano que atua como meio-campista e ponta. Atualmente joga pelo Bayer Leverkusen.

## Carreira

### Início
Nathan Tella nasceu em Lambeth, na Grande Londres, Inglaterra, filho de pais nigerianos. Entretanto, cresceu na cidade de Stevenage, que fica a 43 quilômetros de Londres, e estudos nas escolas Edwinstree Middle School e Freman College, ambas na cidade de Buntingford.
Início sua trajetória esportiva nas categorias de base do Arsenal em 2007 com sete anos, onde em 2015 fez um contrato acadêmico juntamente com o filho do ex-jogador David Beckham, Brooks. Apesar Tella ter conseguido, Brooks ficou de fora.
Entretanto, após um lesão sofrida na temporada de 2016–17 seu espaço na equipe Sub-18 diminuiu e acabou sendo preterido a outras jovens promessas da mesma posição como Emile Smith Rowe e Reiss Nelson. Após  dez anos na base dos Gunners, não teve proposta para um novo vínculo e no início de 2017 com saindo.

### Southampton
Chegou na base do Southampton em abril de 2017, após passagens rápidas e sem brilho pelas bases do Reading e do Norwich.
Em 7 de julho de 2019, assinou seu primeiro contrato profissional com o Southampton. Ficou no Southampton Sub-23 entre 2017 e 2019 com sete gols e cinco assistências, antes de fazer sua estreia pelo time principal em 19 de junho de 2020 na vitória de 3–0 sobre o Norwich City na 30ª rodada da Premier League, atuando por dois minutos. Em 2 de julho de 2020, renovou seu vínculo por três anos.
Em 6 de janeiro de 2022, Tella assinou mais um contrato de três anos com o clube.

### Burnley
Em 11 de agosto de 2022, Tella foi anunciado pelo Burnley por empréstimo de uma temporada. Em 11 de fevereiro de 2023, Tella fez o primeiro hat-trick na vitória de 3–0 sobre o Preston North End e outro na vitória de 3–1 sobre o Hull City. Devido ao grande desempenho, Tella foi eleito com 26% dos votos o jogador do mês de março em abril pelos fãs da PFA.
Foi um dos destaques e artilheiro da equipe na EFL Championship de 2022–23 com 17 gols feitos em 39 partidas na competição e que além de ter conquistado o título, fez incríveis 101 pontos. Tella também foi selecionado para os times da EFL e da PFA do torneio. Ao todo foram 45 partidas e 19 gols.

### Retorno ao Southampton
Em seu breve retorno no início da 2023–24, disputou três partidas, fez um gol e distribuiu uma assistência, antes de despertar o interesse do clube alemão Bayer Leverkusen e transferir-se. Foram 44 partidas e três gols com a camisa do clube inglês.

### Bayer Leverkusen
Em 27 de agosto de 2023, foi anunciado como novo reforço do Bayer Leverkusen assiando contrato por cinco anos, com a transferência girando em torno de 20 milhões de euros.

## Seleção Nigeriana
Podendo representar tanto a Inglaterra como a Nigéria, Tella disse em entrevista que gostaria de atuar pela Seleção Nigeriana. Em 10 de novembro de 2023, foi convocado pela primeira vez por José Peseiro para Eliminatórias da Copa do Mundo de 2026 contra Lesoto e Zimbábue em 16 e 19 de novembro, respectivamente. Fez sua estreia contra Zimbábue, atuando em 45 minutos do empate de 1–1.
Apesar de ter feito parte da pré-lista dos 40 convocados para a Copa Africana das Nações de 2023, Nathan Tella acabou ficando de fora da lista final para a competição.

## Vida pessoal
Nascido na Inglaterra, Tella tem ascendência nigeriana por parte de seus pais.

## Títulos
Bayer Leverkusen
- Bundesliga: 2023–24
- Copa da Alemanha: 2023–24
- Supercopa da Alemanha: 2024

Burnley
- EFL Championship: 2022–23

### Prêmios individuais
- Jogador do mês da EFL Championship de 2022–23 pelos fãs da PFA: março de 2023
- Time do ano da EFL Championship de 2022–23
- Time do ano da EFL Championship de 2022–23 pela PFA